# برويبرغ
برويبرغ (بالألمانية: Breuberg) هي بلدة، مدينة و بلدة ألمانية تقع في ألمانيا في Odenwaldkreis. يقدر عدد سكانها بـ 7,408 نسمة .